# Cerro Teresita
Cerro Teresita är en kulle i Antarktis. Den ligger i Västantarktis. Argentina, Chile och Storbritannien gör anspråk på området. Toppen på Cerro Teresita är 467 meter över havet.
Forskningsstationen Bernardo O'Higgins ligger 18 kilometer nordväst om Cerro Teresita. 